# Навроцький Борис Олексійович
Навроцький Борис Олексійович (26.IV 1894, Київ — 10.II 1943) — український літературознавець. Після закінчення 1917 року Київського університету працював у ньому викладачем, завідував кафедрою рос. л-ри, пізніше — кафедрою укр. л-ри, читав лекції в ряді ін. вищих навч. закладів. З 1927 працював у Київ. філії Шевченка Тараса інституту (вченим секретарем, зав. секцією шевченкознавства, зав. секцією слов'ян. л-ри, а в 1930 — 34 був в. о. директора ін-ту). У 1934 — 35 завідував кафедрою Ростов. ун-ту (Росія); з вересня 1935 — наук. працівник Ін-ту світової л-ри ім. М. Горького АН СРСР (Москва), професор Моск. консерваторії. Досліджував творчість Т. Шевченка: «Шевченко як прозаїк» (1925), «Проблеми Шевченкової поетики» (1926), «„Гайдамаки“ Тараса Шевченка» (1928), «Проблематика Шевченкових повістей», «Проблеми соціологічної аналізи Шевченкової поетики» (обидві — 1930) та ін. Автор праць «Мовна інтонація та музика» (1923), «Ораторське мистецтво та його сучасне значення», «Поезія і музика» (обидві — 1925). Незаконно репресований 1936, реабілітований 1957.
Твори:
Мова та поезія. Нарис з теорії поезії. – Київ : Книгоспілка, 1925 . – 240 с.
"Гайдамаки" Тараса Шевченка : джерела, стиль, композиція / Б. Навроцький ; Ін-т Т. Шевченка. - К. : Держ. вид-во України, 1928. - 397, [2]
Шевченкова творчість. — X.; К., 1931.